# Sphinx (genre)
Pour les articles homonymes, voir Sphinx.
Genre
Le genre Sphinx regroupe des lépidoptères (papillons) de la famille des Sphingidae, de la sous-famille des Sphinginae et de la tribu des Sphingini.

## Systématique
- Le genre Sphinx a été décrit par le naturaliste suédois Carl von Linné en 1758[1].
- L'espèce type pour le genre est Sphinx ligustri Linnaeus, 1758

### Synonymie
- Spectrum Scopoli, 1777[2]
- Herse Oken, 1815[3]
- Hyloicus Hübner, 1819[4]
- Lethia Hübner, 1819[5]
- Hyloecus Agassiz, 1846
- Herse Agassiz, 1846[6]
- Lintneria Butler, 1877 [7]
- Gargantua Kirby, 1892[8]
- Hyloecus Kuznetsova, 1906
- Mesosphinx Cockerell, 1920[9]

### Liste des espèces
- Sphinx adumbrata (Dyar, 1912).
- Sphinx arthuri Rothschild, 1897.
- Sphinx asella (Rothschild et Jordan, 1903).
- Sphinx aurigutta (Rothschild et Jordan, 1903).
- Sphinx balsae (Schaus, 1932).
- Sphinx canadensis Boisduval, 1875 — Sphinx du Canada.
- Sphinx chersis (Hübner, 1823).
- Sphinx chisoya (Schaus, 1932).
- Sphinx dollii Neumoegen, 1881.
- Sphinx drupiferarum J.E. Smith, 1797.
- Sphinx eremitoides Strecker, 1874.
- Sphinx eremitus (Hübner, 1823)
- Sphinx formosana Ribotte, 1970
- Sphinx franckii Neumoegen, 1893.
- Sphinx geminus (Rothschild et Jordan, 1903).
- Sphinx gordius Cramer, 1780 — Sphinx du pommier.
- Sphinx istar (Rothschild et Jordan, 1903).
- Sphinx justiciae Walker, 1856.
- Sphinx kalmiae J.E. Smith, 1797 — Sphinx du laurier.
- Sphinx leucophaeata Clemens, 1859.
- Sphinx libocedrus H. Edwards, 1881.
- Sphinx ligustri Linnaeus, 1758 — Sphinx du troène. Présent en Europe . Espèce type.
- Sphinx lugens Walker, 1856.
- Sphinx luscitiosa Clemens, 1859.
- Sphinx maura Burmeister, 1897.
- Sphinx maurorum (Jordan, 1931) — Sphinx mauresque. Présent en Europe
- Sphinx merops Boisduval, 1870.
- Sphinx morio Rothschild et Jordan, 1903.
- Sphinx nogueirai Haxaire, 2002.
- Sphinx perelegans H. Edwards, 1874.
- Sphinx phalerata Kernbach, 1955.
- Sphinx pinastri Linnaeus, 1758 — Sphinx du pin. Présent en Europe
- Sphinx pitzahuac Mooser, 1948.
- Sphinx porioni Cadiou, 1995.
- Sphinx praelonga Rothschild et Jordan, 1903.
- Sphinx pseudostigmatica Gehlen, 1928.
- Sphinx separata Neumoegen, 1885.
- Sphinx sequoiae Boisduval, 1868.
- Sphinx smithi Cadiou, 1998.
- Sphinx vashti Strecker, 1878.
- Sphinx xantus Cary, 1963.

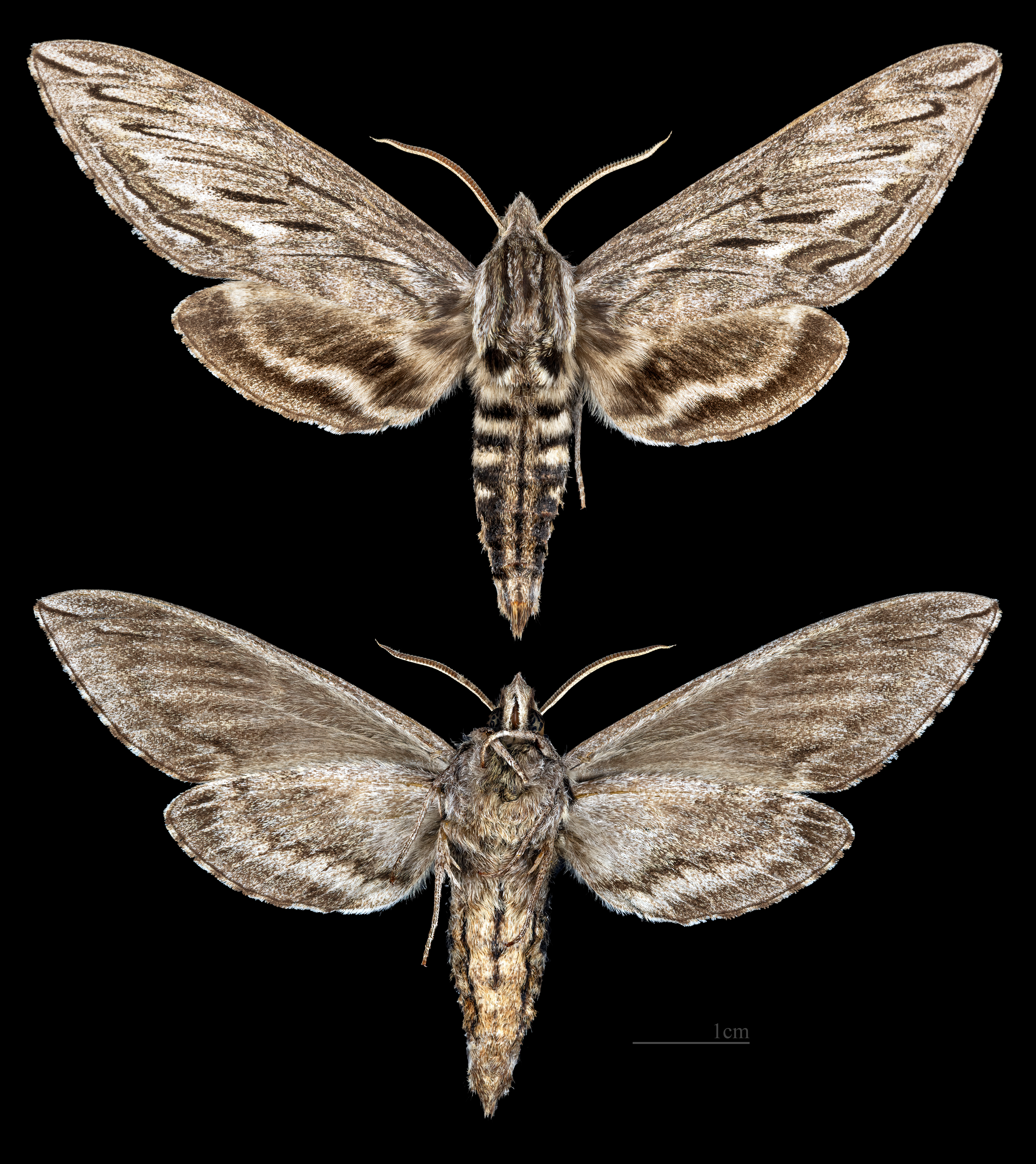
Sphinx canadensis
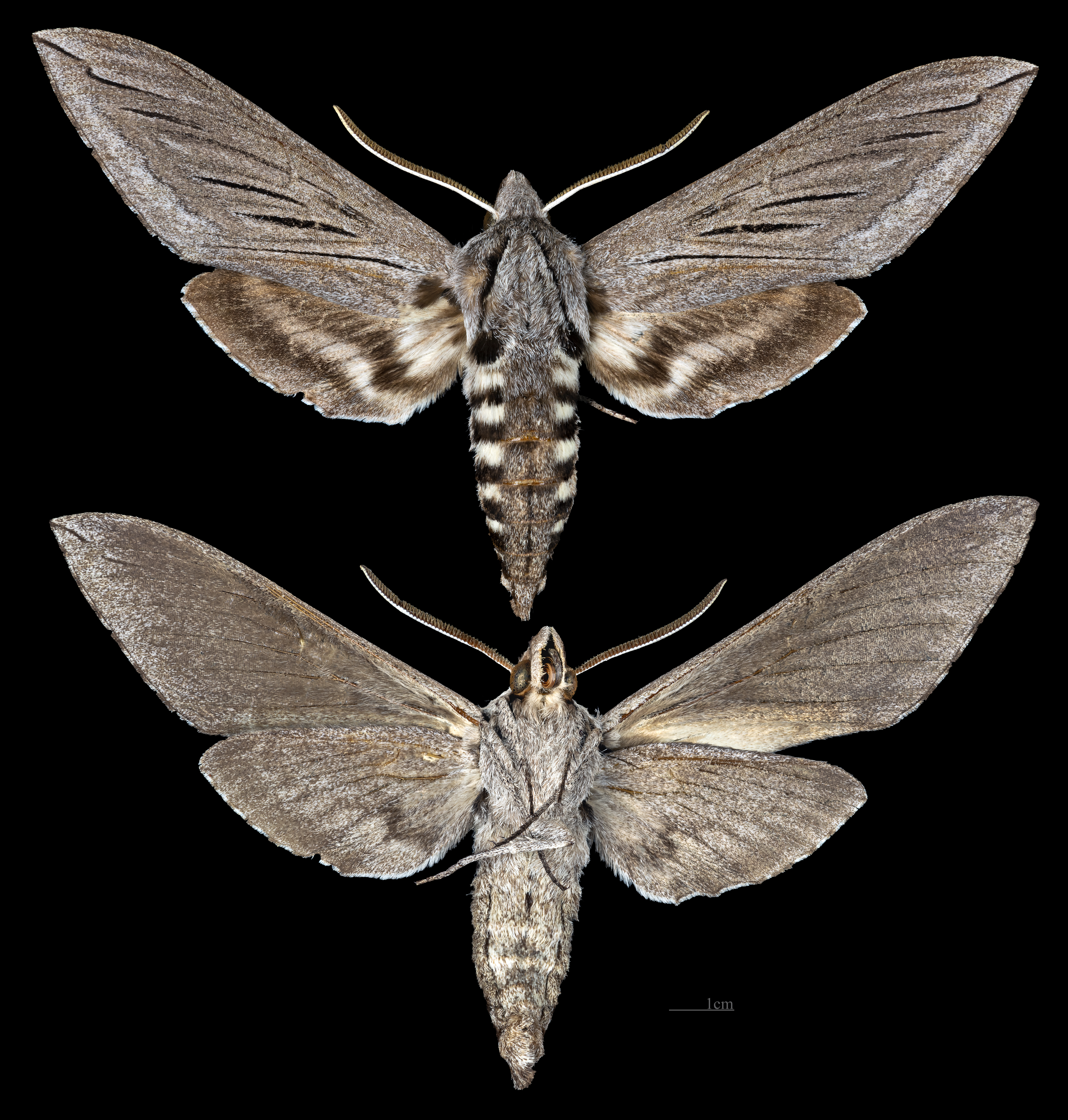
Sphinx chersis
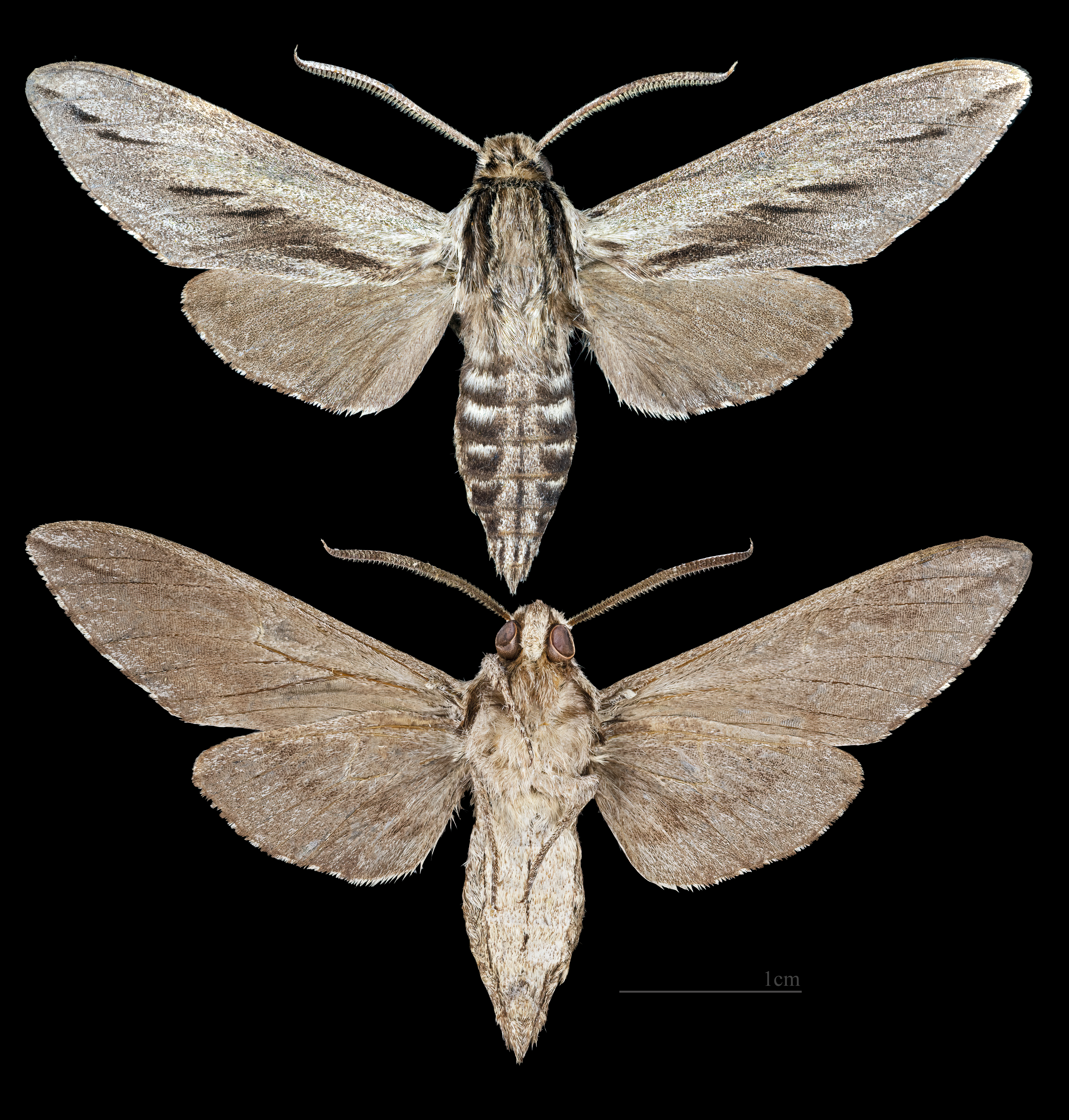
Sphinx dollii
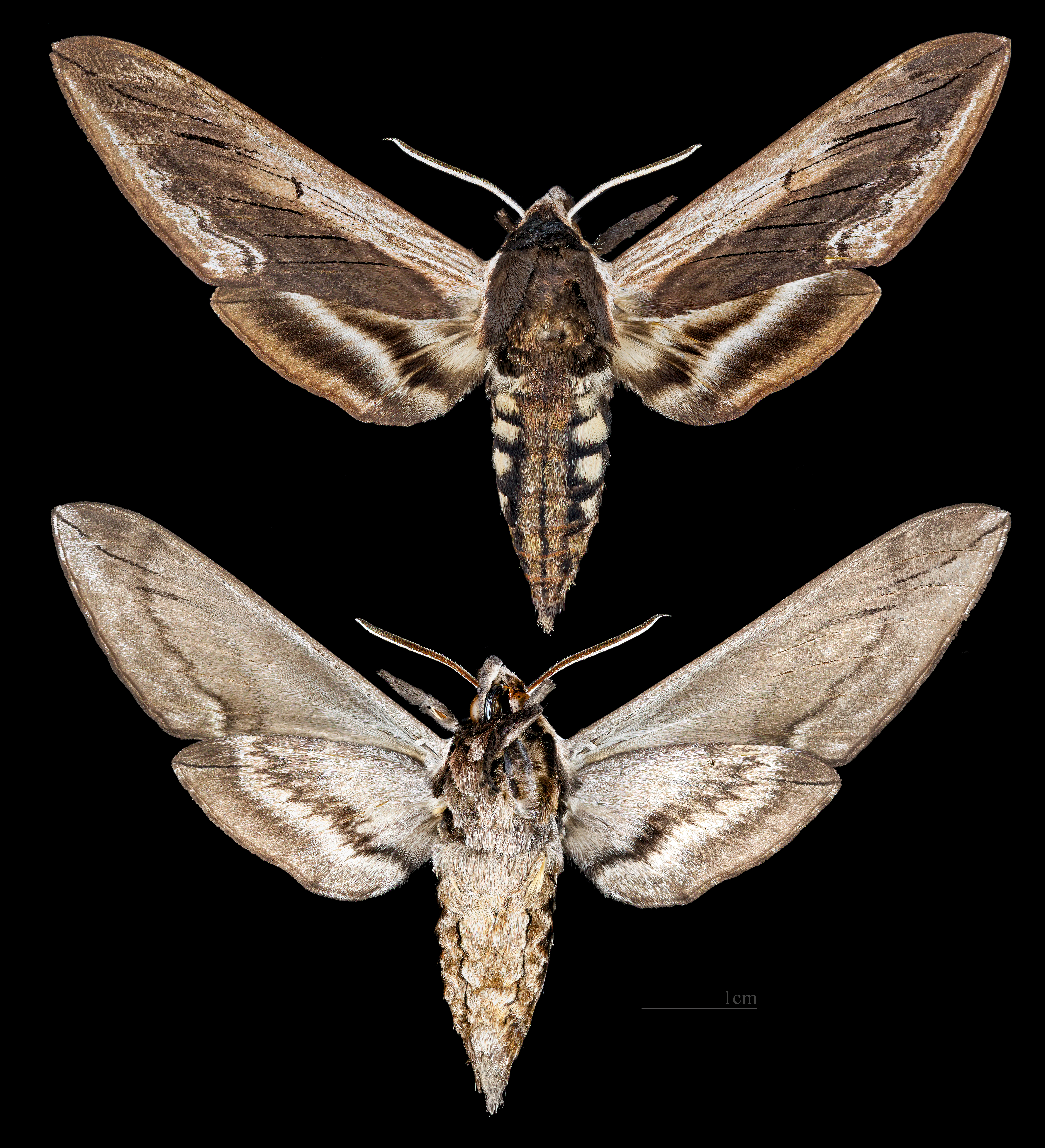
Sphinx drupiferarum
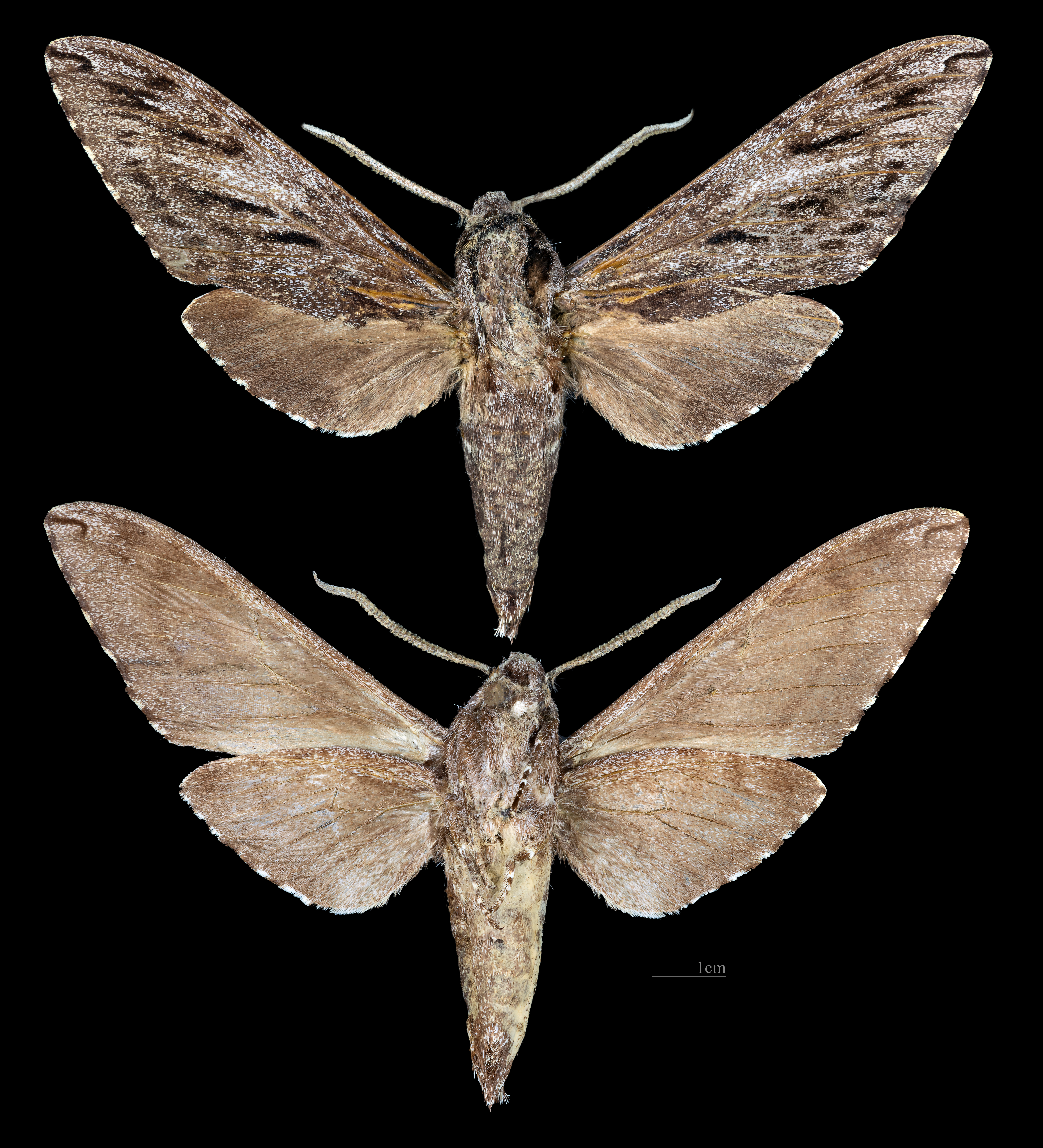
Sphinx formosana
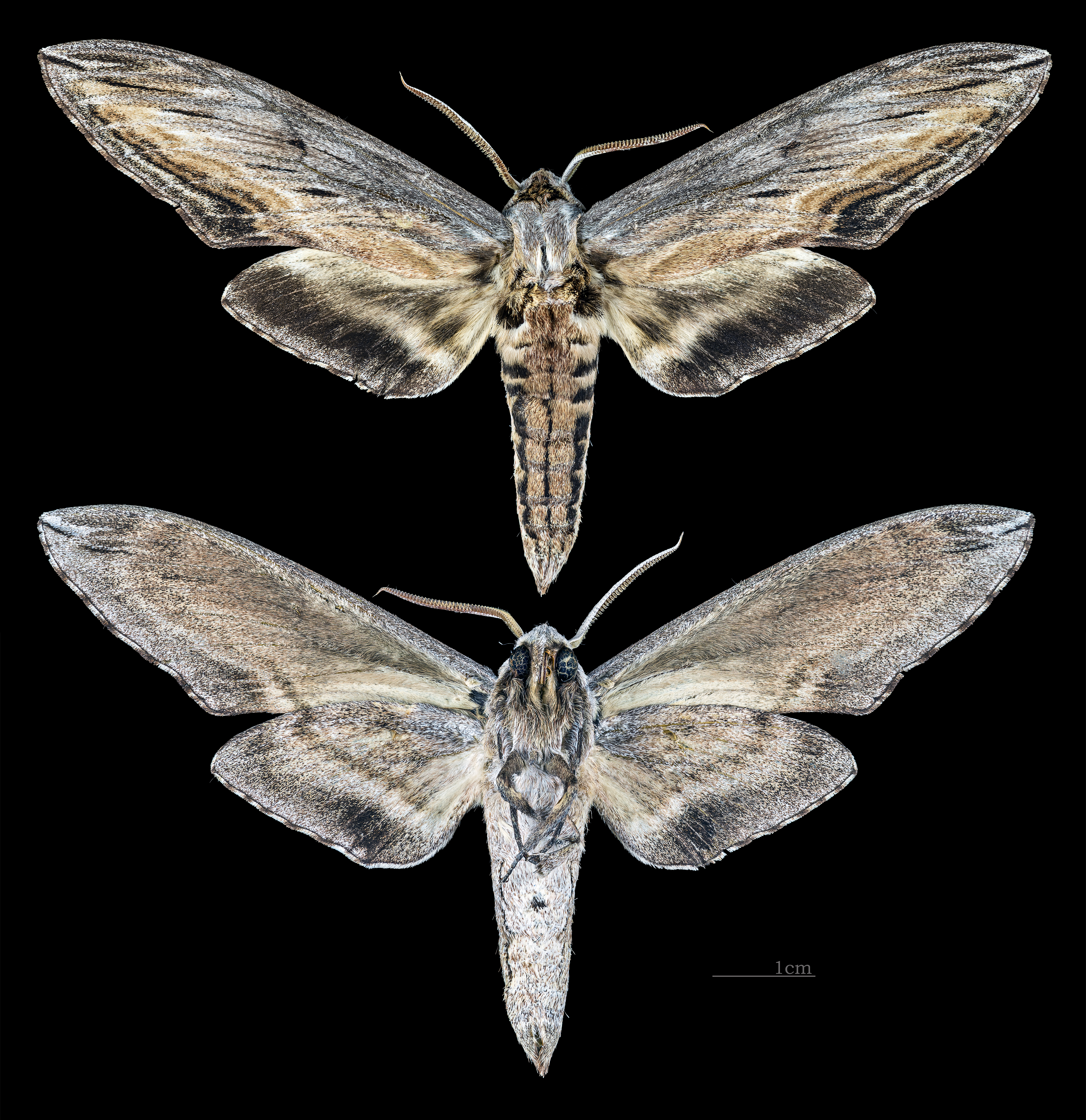
Sphinx franckii
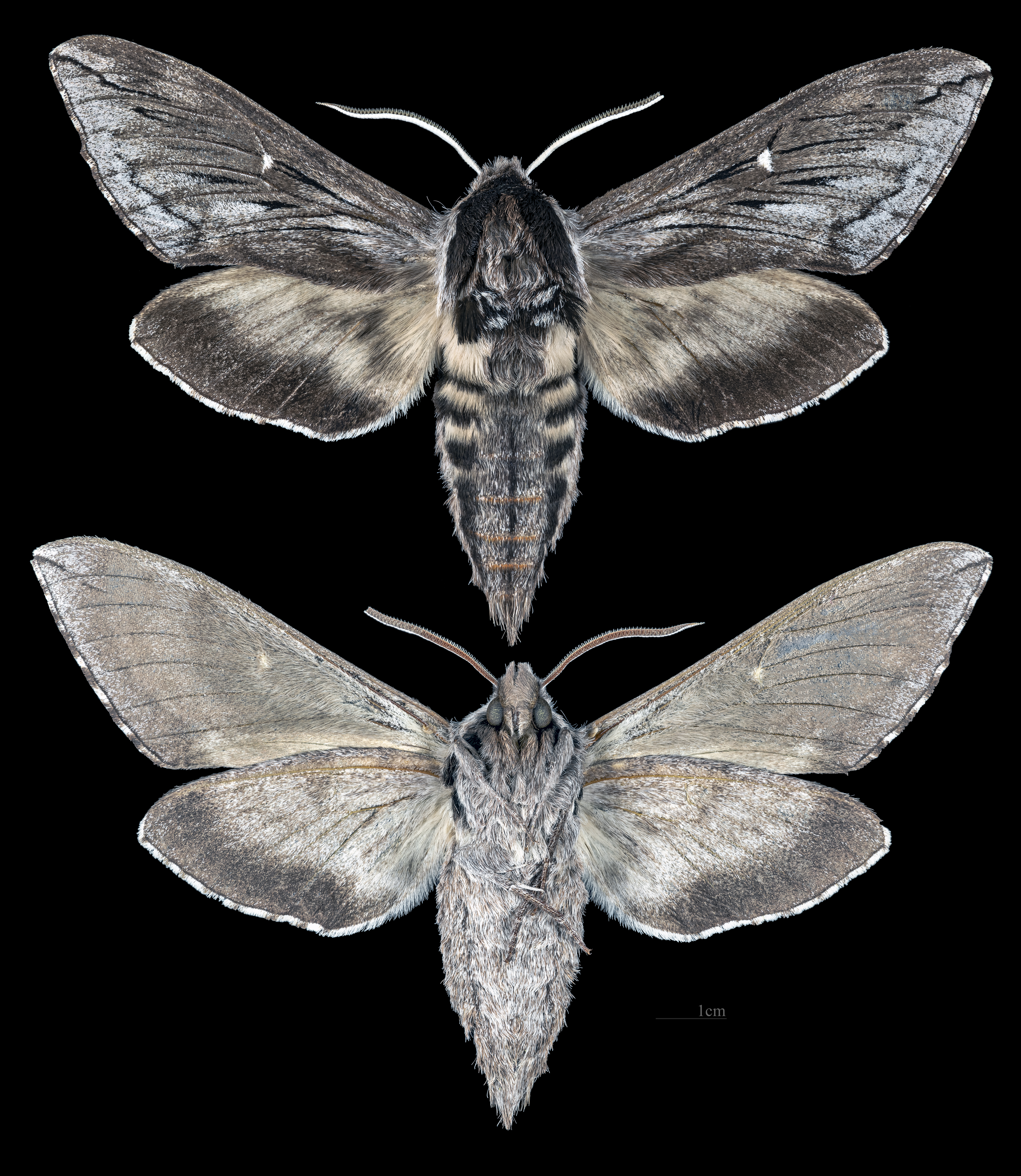
Sphinx gordius
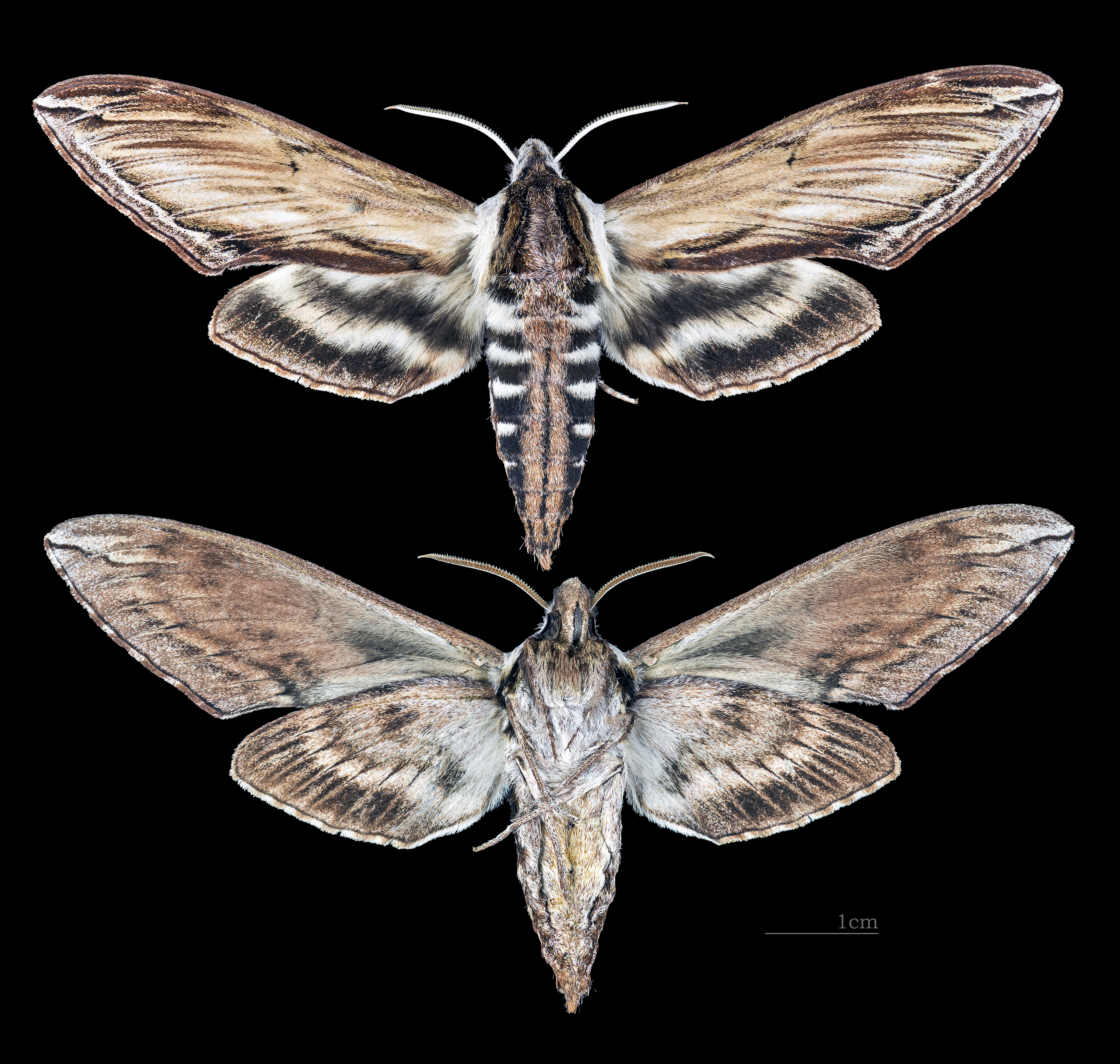
Sphinx kalmiae
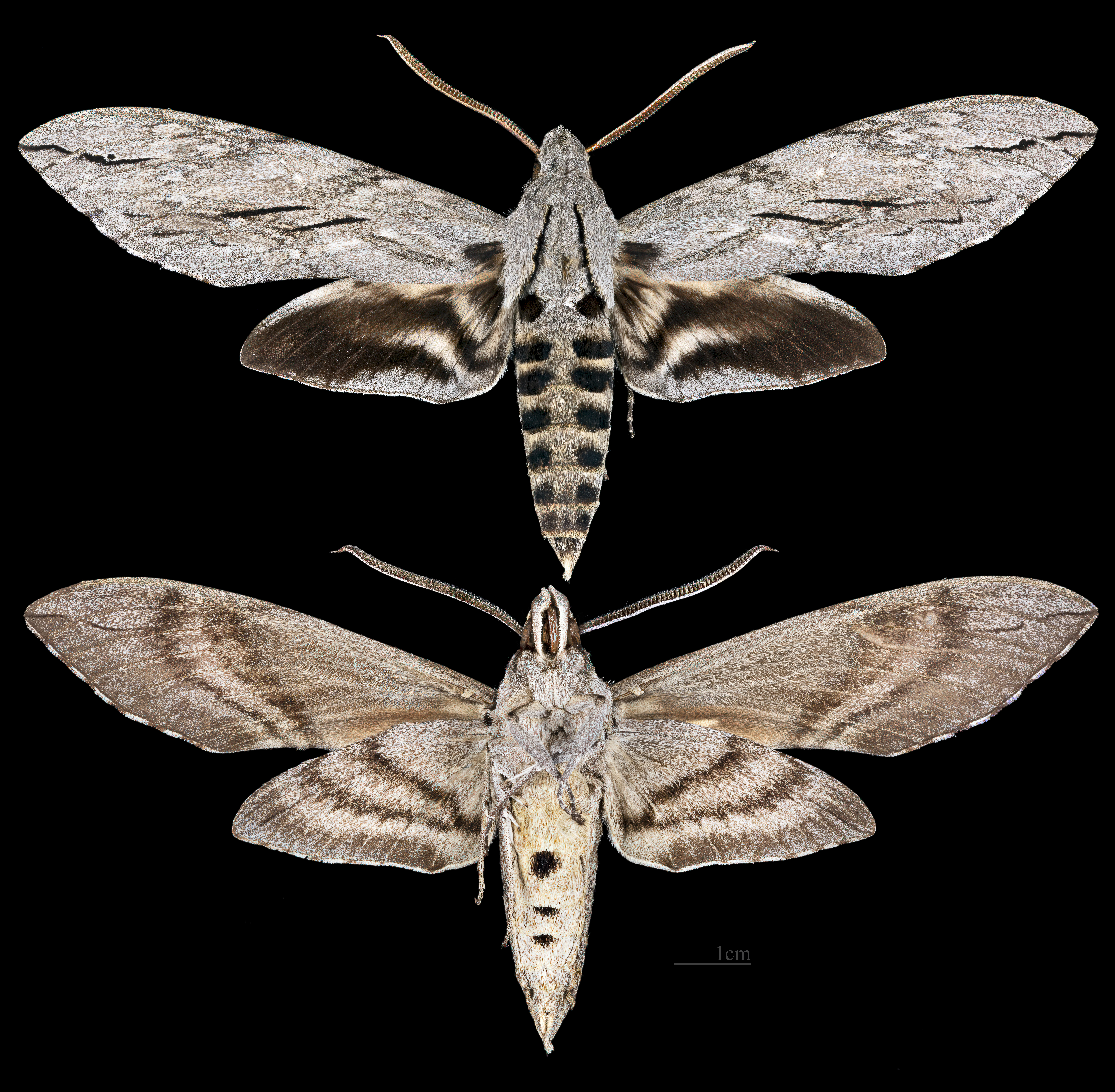
Sphinx kalmiae
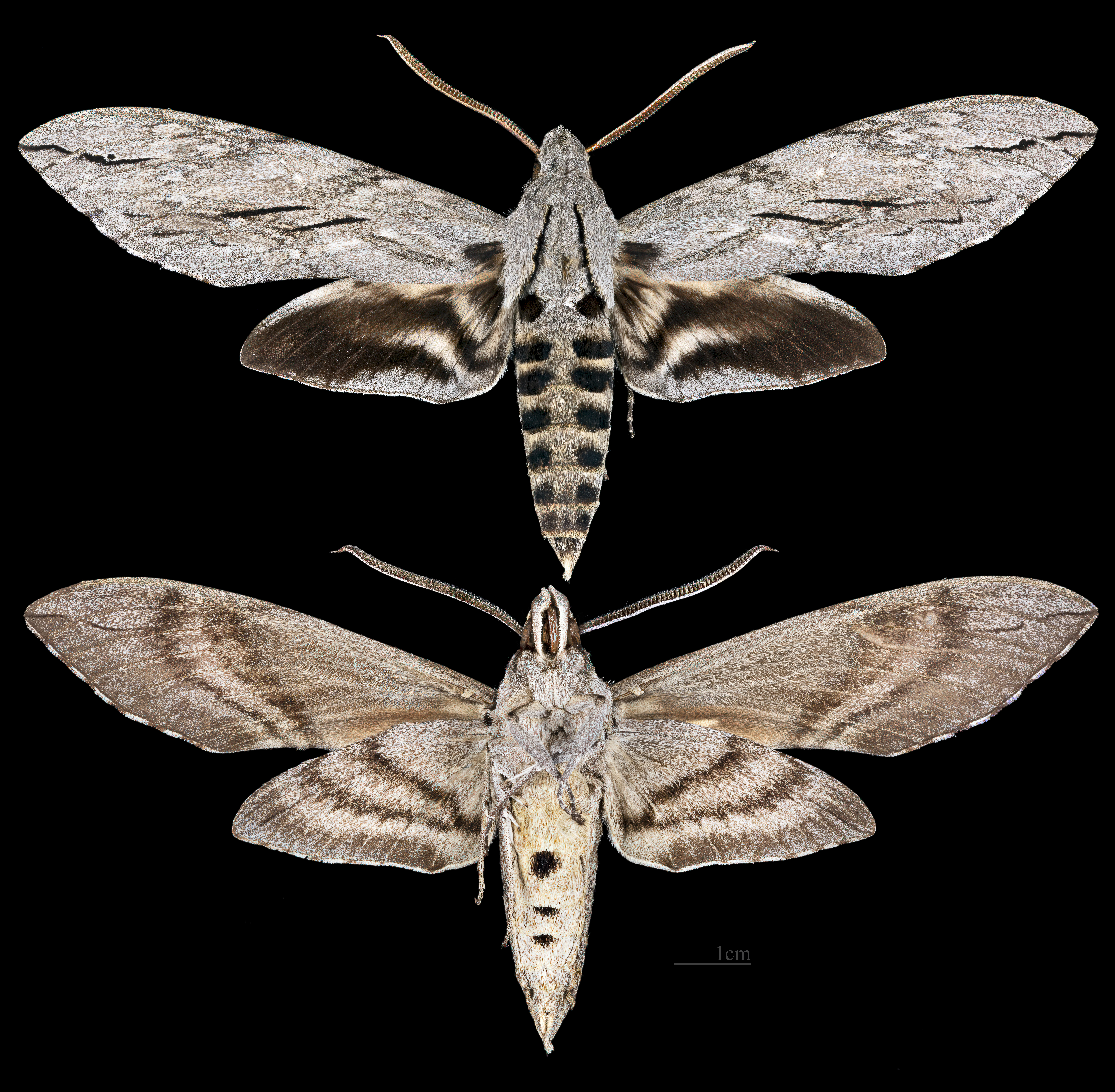
Sphinx leucophaeata
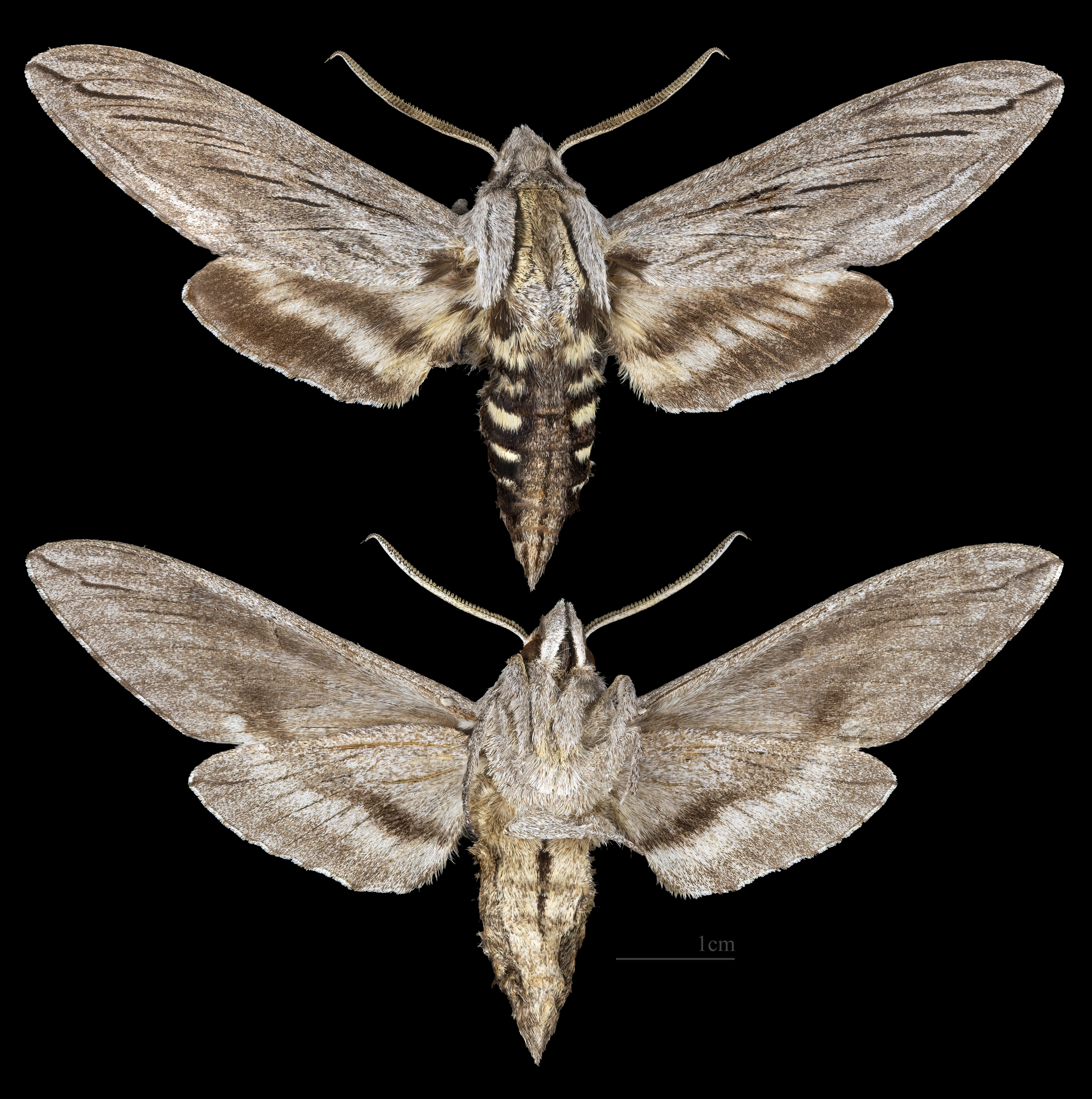
Sphinx libocedrus
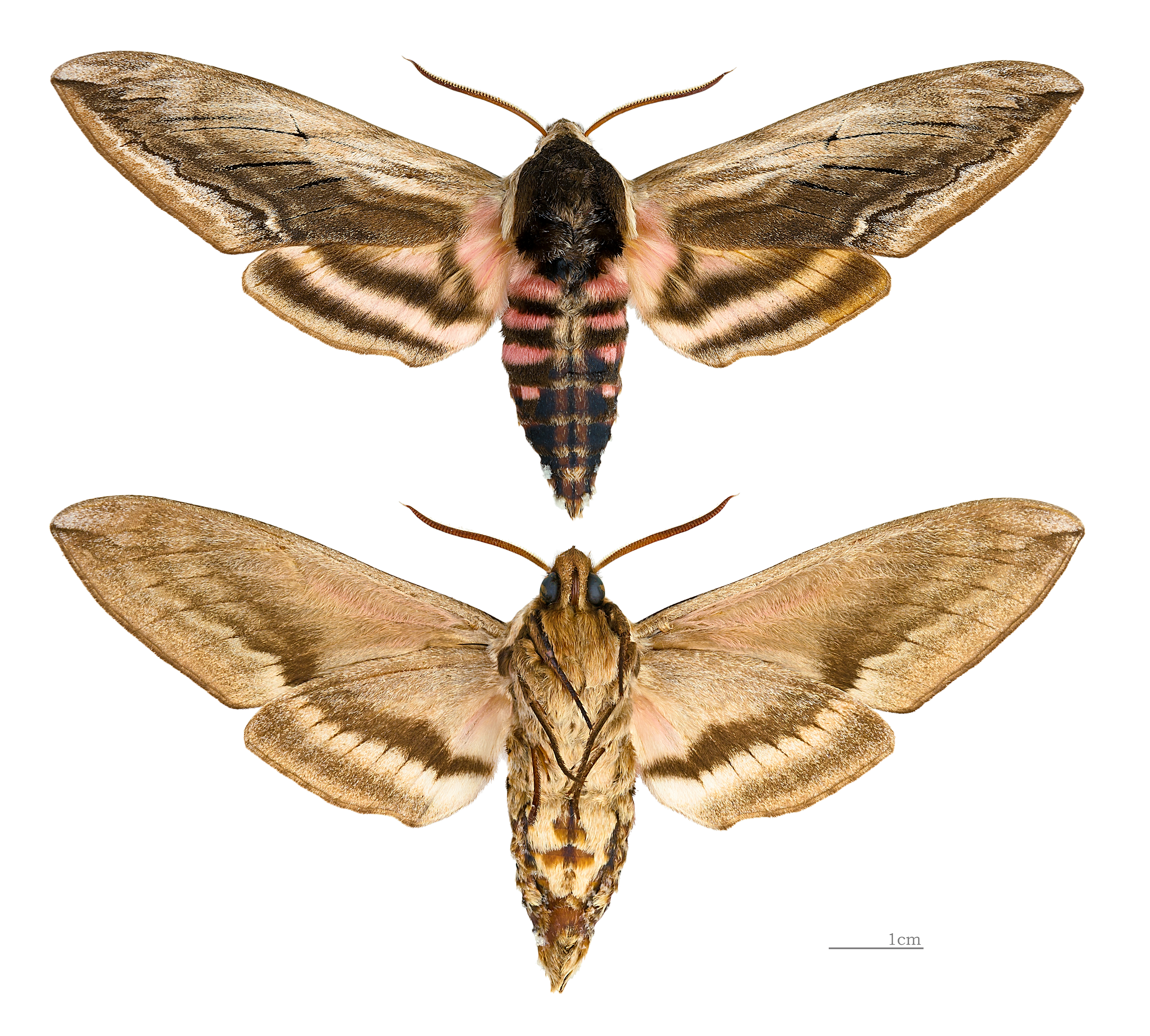
Sphinx ligustri
Sphinx luscitiosa
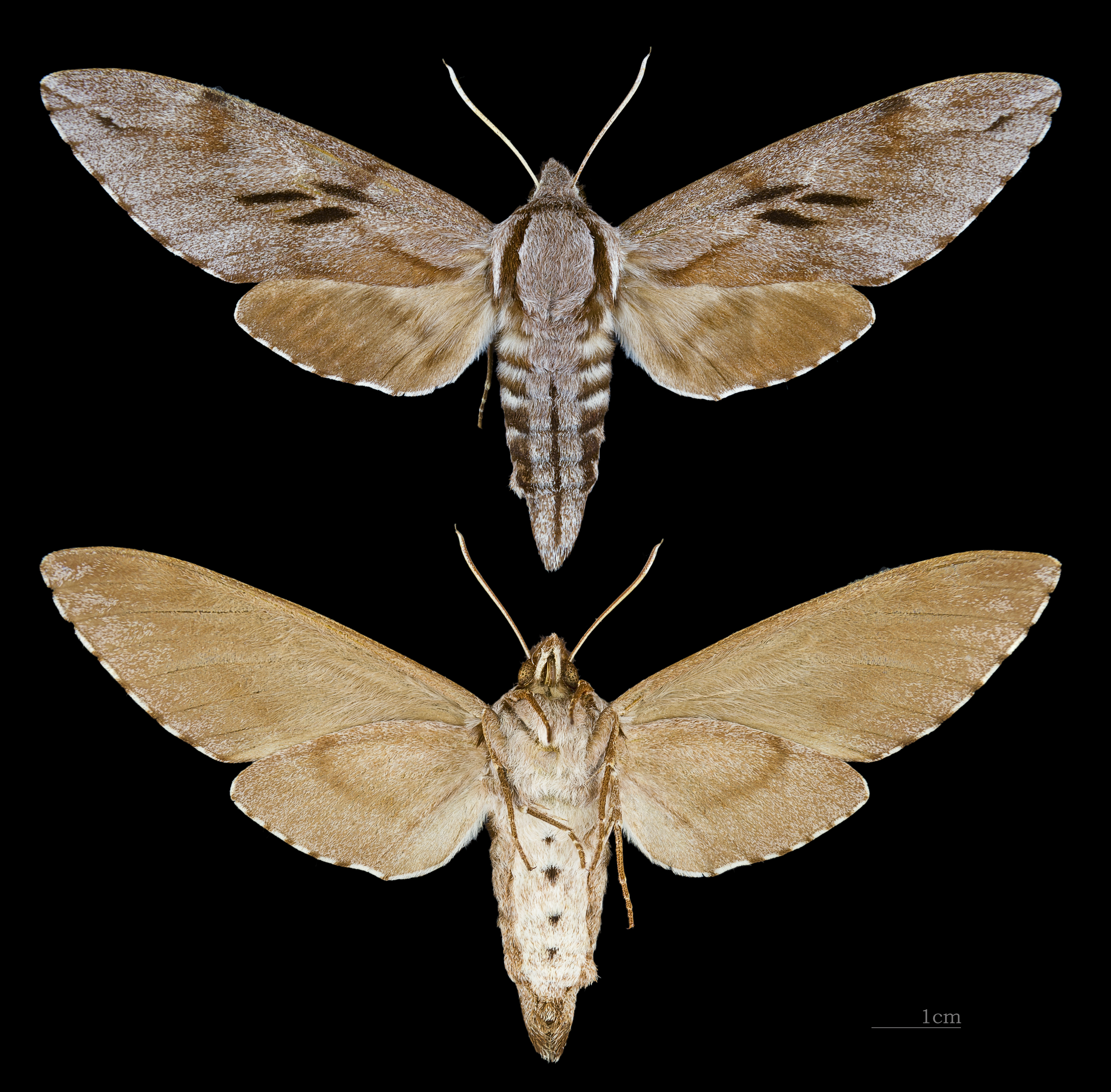
Sphinx pinastri
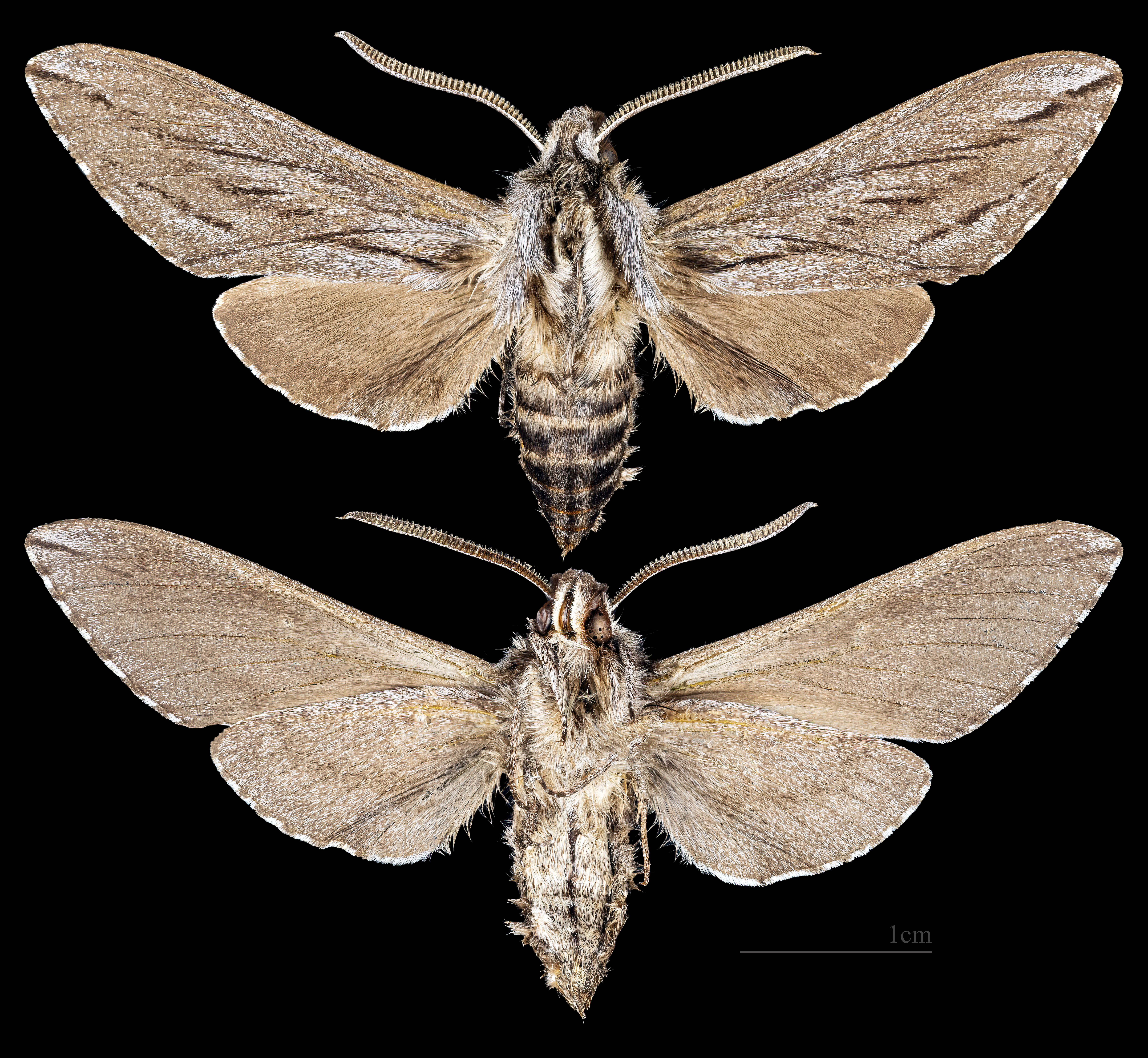
Sphinx sequoiae
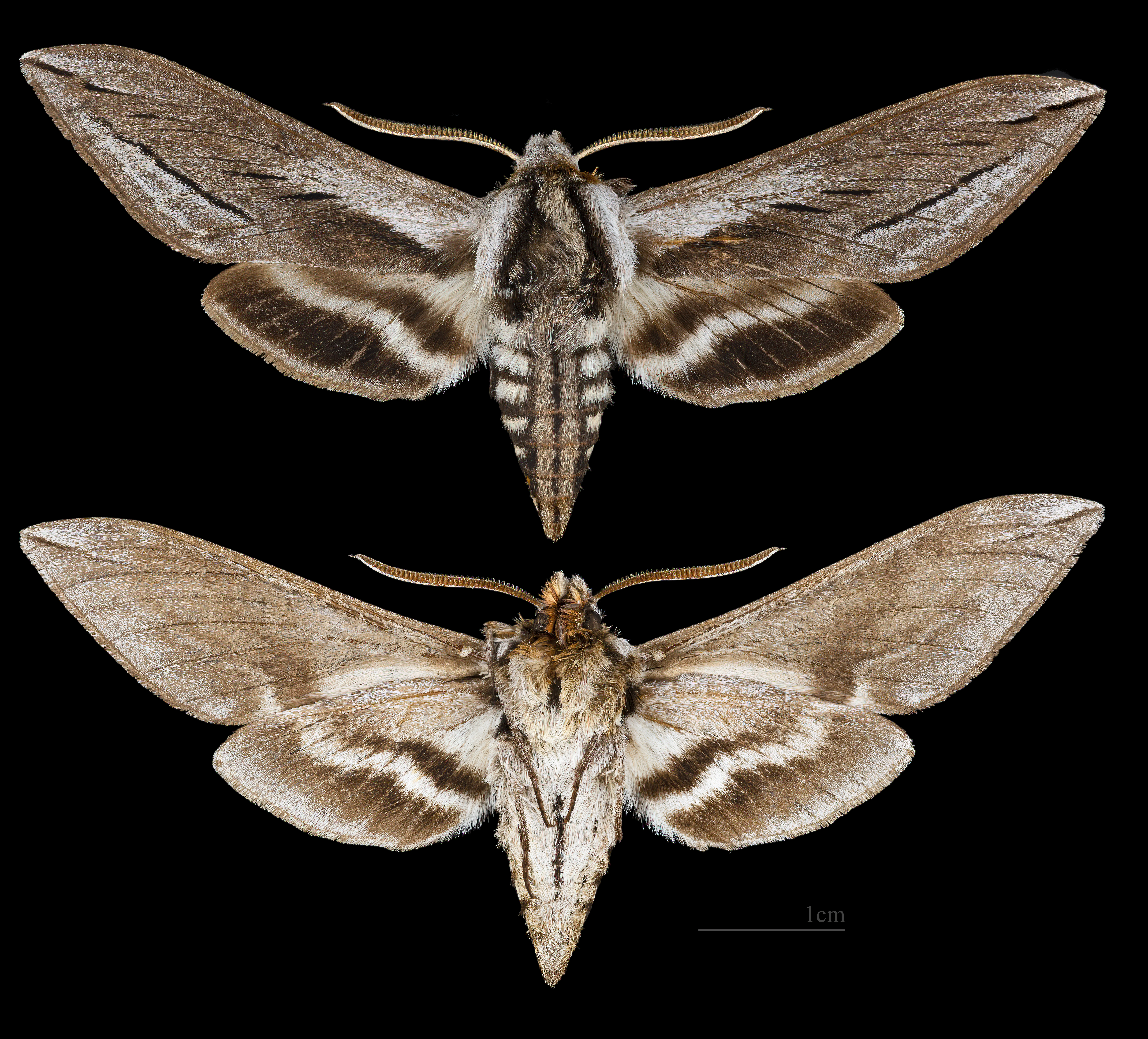
Sphinx vashti